# Łyżwiarstwo szybkie na Zimowych Igrzyskach Olimpijskich 2010 – bieg drużynowy mężczyzn
Bieg drużynowy mężczyzn w łyżwiarstwie szybkim na Zimowych Igrzyskach Olimpijskich 2010 został rozegrany 26 (ćwierćfinały i półfinały) i 27 lutego (finały) w Richmond Olympic Oval. 

## Wyniki

### Ćwierćfinały
| Pozycja       | Kraj | Zawodnicy                                                | Czas    | Strata | Uwagi          |
| ------------- | ---- | -------------------------------------------------------- | ------- | ------ | -------------- |
| Ćwierćfinał 1 |      |                                                          |         |        |                |
| 1             | CAN  | Mathieu Giroux Lucas Makowsky Denny Morrison             | 3:42,38 |        | Półfinał 1, OR |
| 2             | ITA  | Matteo Anesi Enrico Fabris Luca Stefani                  | 3:46,35 | +3,97  | Finał C        |
| Ćwierćfinał 2 |      |                                                          |         |        |                |
| 1             | USA  | Chad Hedrick Jonathan Kuck Trevor Marsicano              | 3:44,25 |        | Półfinał 2     |
| 2             | JPN  | Shigeyuki Dejima Hiroki Hirako Teruhiro Sugimori         | 3:48,15 | +3,90  | Finał D        |
| Ćwierćfinał 3 |      |                                                          |         |        |                |
| 1             | NOR  | Håvard Bøkko Mikael Flygind Larsen Fredrik van der Horst | 3:43,66 |        | Półfinał 1     |
| 2             | KOR  | Ha Hong-sun Lee Jong-woo Lee Seung-hoon                  | 3:43,69 | +0,03  | Finał C        |
| Ćwierćfinał 4 |      |                                                          |         |        |                |
| 1             | NLD  | Jan Blokhuijsen Sven Kramer Simon Kuipers                | 3:44,25 |        | Półfinał 2     |
| 2             | SWE  | Joel Eriksson Daniel Friberg Johan Röjler                | 3:46,40 | +2,15  | Finał D        |

### Półfinały
| Pozycja    | Kraj | Zawodnicy                                                | Czas    | Strata | Uwagi       |
| ---------- | ---- | -------------------------------------------------------- | ------- | ------ | ----------- |
| Półfinał 1 |      |                                                          |         |        |             |
| 1          | CAN  | Mathieu Giroux Lucas Makowsky Denny Morrison             | 3:42,22 |        | Finał A, OR |
| 2          | NOR  | Håvard Bøkko Mikael Flygind Larsen Fredrik van der Horst | 3:43,44 | +1,22  | Finał B     |
| Półfinał 2 |      |                                                          |         |        |             |
| 1          | USA  | Chad Hedrick Jonathan Kuck Trevor Marsicano              | 3:42,71 |        | Finał A     |
| 2          | NLD  | Jan Blokhuijsen Sven Kramer Simon Kuipers                | 3:43,11 | +0,40  | Finał B     |

### Finały
| Pozycja | Kraj | Zawodnicy                                              | Czas    | Strata | Uwagi |
| ------- | ---- | ------------------------------------------------------ | ------- | ------ | ----- |
| Finał A |      |                                                        |         |        |       |
|         | CAN  | Mathieu Giroux Lucas Makowsky Denny Morrison           | 3:41,37 |        |       |
|         | USA  | Brian Hansen Chad Hedrick Jonathan Kuck                | 3:41,58 | +0,21  |       |
| Finał B |      |                                                        |         |        |       |
|         | NLD  | Jan Blokhuijsen Sven Kramer Mark Tuitert               | 3:39,95 |        | OR    |
|         | NOR  | Håvard Bøkko Henrik Christiansen Mikael Flygind Larsen | 3:40,50 | +0,55  |       |
| Finał C |      |                                                        |         |        |       |
|         | KOR  | Ha Hong-sun Lee Jong-woo Lee Seung-hoon                | 3:48,60 |        |       |
|         | ITA  | Matteo Anesi Enrico Fabris Ermanno Ioriatti            | 3:54,39 | +5,79  |       |
| Finał D |      |                                                        |         |        |       |
| 7.      | SWE  | Joel Eriksson Daniel Friberg Johan Röjler              | 3:46,18 |        |       |
| 8.      | JPN  | Shigeyuki Dejima Shingo Doi Hiroki Hirako              | 3:49,11 | +2,93  |       |